# Wimbach
Wimbach là một đô thị thuộc huyện Ahrweiler, trong bang Rheinland-Pfalz, phía tây nước Đức. Đô thị Wimbach có diện tích 6,84 km², dân số thời điểm ngày 31 tháng 12 năm 2006 là 446 người.